# Inselregel
Die sogenannte Inselregel, auch Fosters Regel (englisch: Foster’s rule) genannt, ist eine Hypothese zur Körpergröße von Tierarten auf ozeanischen Inseln. Die Regel besagt, dass in Verwandtschaftsgruppen (oder Kladen) aus Arten mit durchschnittlich hoher Körpergröße, wie zum Beispiel Rüsseltieren (Proboscidea), die auf Inseln lebenden Vertreter kleiner sind als der Durchschnitt, Inselverzwergung genannt. In Verwandtschaftsgruppen mit Arten, die normalerweise klein bleiben, wie zum Beispiel Landschildkröten, seien die auf Inseln lebenden Vertreter hingegen größer als der Durchschnitt, als Inselgigantismus bezeichnet.
Nach der Inselregel sind auf Inseln in Wirklichkeit vor allem mittelgroße Arten im Vorteil. Die Giganten und Zwerge besitzen eine auffallende Größe nur, wenn man sie mit nahe verwandten Arten des Festlands vergleicht. Absolut betrachtet besitzen sie keine besonders extreme Größe, sie können sogar tatsächlich nahezu gleich groß sein. Der Inselregel zufolge sollten Arten, deren typische Vertreter auf dem Festland mittelgroß sind, diese Größe auf Inseln beibehalten und weder Inselgigantismus noch Verzwergung aufweisen. Dass die Varianz (ein Maß für die Abweichung der Messwerte vom Durchschnittswert) der Körpermasse bei Säugetieren auf Inseln kleiner ist als auf dem Festland, konnte dabei auch statistisch belegt werden.

## Forschungsgeschichte
Die Hypothese der Inselverzwergung wurde zuerst von Paläontologen wie Dorothea Bate aufgestellt, die auf Inseln im Mittelmeer Skelette von ausgestorbenen, zwergwüchsigen Elefantenarten gefunden hatten, von denen später weltweit (immer auf Inseln) zahlreiche weitere Arten auftauchten (wie etwa das Zwergmammut). Die geringe Körpergröße von sonst riesenhaften Sauropoden, wie zum Beispiel dem (allerdings selbst erst später entdeckten) Europasaurus, wurde bald darauf ebenso erklärt. Merkwürdigerweise tauchten aber auf Inseln auch immer mehr lebende und fossile Arten auf, die die größten Vertreter ihrer jeweiligen Gattungen (oder weiterer Verwandtschaftskreise) waren, wie etwa der Komodowaran oder der (ausgestorbene) Haastadler Neuseelands. 
Der kanadische Ökologe Bristol Foster untersuchte das Phänomen als erster vergleichend in einigen Ordnungen einer Tiergruppe, der Säugetiere. Er fand verbreitet Inselverzwergung bei den Raubtieren (Carnivora), den Hasenartigen (Lagomorpha) und den Paarhufern, während seinen Daten zufolge Inselgigantismus bei Nagetieren (Rodentia) und (unsicher) bei den Beuteltieren (Marsupialia) vorherrschte. Er spekulierte über die verbindende Regelmäßigkeit, die zuerst durch den Evolutionsbiologen Leigh Van Valen „Inselregel“ (island rule) genannt wurde. Die Inselregel wurde danach durch den Biogeographen Mark V. Lomolino bei zahlreichen weiteren Gruppen untersucht  und von ihm auf alle Wirbeltiergruppen verallgemeinert. Sie wird heute teilweise auch auf weitere Gruppen, wie Insekten, angewandt.

## Gründe
Für die beobachteten Tendenzen bei der Körpergröße sind verschiedene Hypothesen vorgeschlagen worden, die sie mit den besonderen ökologischen Bedingungen auf Inseln in Verbindung bringen, die dort in vielen Fällen eine weit höhere Geschwindigkeit der (morphologischen) Evolution als auf dem Festland zu ermöglichen scheinen. Inseln besitzen, vergleichbar großen Regionen des Festlands gegenüber, fast immer weniger Arten pro Fläche. Besonders hoch spezialisierte Arten mit enger ökologischer Nische können Inseln kaum erfolgreich kolonisieren, weil sie auf eine besondere Lebensgemeinschaft zu ihrer Existenz angewiesen sind oder weil die Insel für eine minimale überlebensfähige Population schlicht nicht groß genug ist. Inseln bieten vielen Tierarten auch nur wenige Nahrungs-Ressourcen, wodurch kleinere Individuen mit geringerem Appetit bevorzugt sind. Gleichzeitig fehlen aber für viele Arten spezialisierte Räuber, insbesondere große, räuberische Säugetiere, so dass ihre üblichen Beutetiere auf Inseln größer, und damit langsamer und auffälliger, werden können. Da weniger Arten vorhanden sind, ist auch die interspezifische Konkurrenz zwischen den Arten tendenziell geringer. Dadurch könnten Arten, die auf dem Festland nur eine enge Nische besetzen, in Abwesenheit der Konkurrenten generalistischer, und damit auch größer oder kleiner werden, wenn durch die Konkurrenz vorgegebene Zwänge entfallen. Haastadler und Komodowaran konnten sich etwa aus kleineren Vorfahren möglicherweise besser auf Inseln entwickeln, auf denen die Konkurrenz von jagenden Säugetieren geringer war. Ein weiterer möglicher Grund liegt darin, dass ozeanische Inseln, insbesondere weit vom Festland entfernte vulkanische oder Koralleninseln, nur Arten beherbergen können, die die Entfernung vom nächsten Festland oder anderen schon besiedelten Lebensraum zurücklegen konnten. Dadurch ist nicht nur die Artenzusammensetzung teilweise stärker vom Zufall bestimmt, sondern die Wahrscheinlichkeit der Kolonisierung kann auch selbst von der Körpergröße abhängen.

## Überprüfung
Die Hypothese hat seit ihrer Aufstellung große Aufmerksamkeit gefunden und ist von zahlreichen Forschern, im Rahmen von Metastudien, getestet worden. Dabei wurden, neben den klassischen Beispielen, immer mehr Gruppen in die Analyse mit einbezogen. Die Regel wurde zum Beispiel auch für Primaten bestätigt. Dennoch verhalten sich nicht alle Tiergruppen dieser Erwartung entsprechend. In einer großen Analyse haben Shai Meiri und Kollegen einen gewaltigen Datensatz zur Körpermasse von Vögeln, Säugetieren und Schuppenkriechtieren auf Inseln und Festländern zusammengetragen und die Inselregel damit überprüft. Dabei wurden Auffälligkeiten in einigen Gruppen bestätigt: So waren tatsächlich die größten Vertreter zahlreicher Vogelgattungen und Kriechtierfamilien häufiger auf Inseln lebend, als zufällig zu erwarten wäre. Bei den Säugetieren war Inselverzwergung bei zahlreichen (ausgestorbenen und lebenden) Gruppen gut nachweisbar (während klare Fälle von Inselgigantismus kaum vorkamen). Dabei waren die besten Übereinstimmungen bei Gruppen feststellbar, die generell größer sind, insbesondere an ausgestorbenen Formen. Als Aussterbeursache dieser besonderen Inselfaunen ist in fast allen Fällen der Mensch entweder nachgewiesen oder hoch wahrscheinlich (wie etwa die Moas Neuseelands oder die Elefantenvögel Madagaskars). Bei vielen Gruppen war allerdings ein Effekt der Inseln auf die Körpergröße überhaupt nicht nachweisbar. Einige Fälle bestätigen zwar Gigantismus und Verzwergung, sind aber mit der Inselregel in ihrer üblichen Form kaum erklärbar. So scheinen bei Nagetieren sowohl extrem große wie auch extrem kleine Formen auf Inseln häufiger zu sein als auf dem Festland, also die Varianz größer, während die Inselregel eine kleinere Varianz vorhersagen würde.
Während es also einige Beispiele gibt, die gut mit der Inselregel erklärbar sind, sind die Belege für eine generelle Geltung der Regel eher zweifelhaft. Den Kritikern zufolge beruht ihr Erfolg möglicherweise sogar teilweise auf einem Wahrnehmungseffekt. Giganten und Zwerge exotischer Inselfaunen ziehen möglicherweise einfach mehr Aufmerksamkeit auf sich als vergleichbar große oder kleine Arten entlegener Festlandsregionen.